# Pentium E2140
Intel Pentium E2140 — микропроцессор архитектуры x86 и x64 от Intel, предназначен для настольных ПК. В настоящее время снят с производства.

## Основные характеристики
- Тактовая частота — 1.60 ГГц, двухъядерный (Dual Core)
- Сокет — LGA 775
- Все модификации серии E2xxx имеют одинаковую частоту шины 800 МГц и 1 Мб кэша 2 уровня.
- Расчетная мощность 65 W

## Поддерживаемые технологии
- Архитектура Intel® 64
- Состояния простоя
- Усовершенствованная технология Intel SpeedStep®
- Технологии термоконтроля
- Бит отмены выполнения